# Sverre Myrli

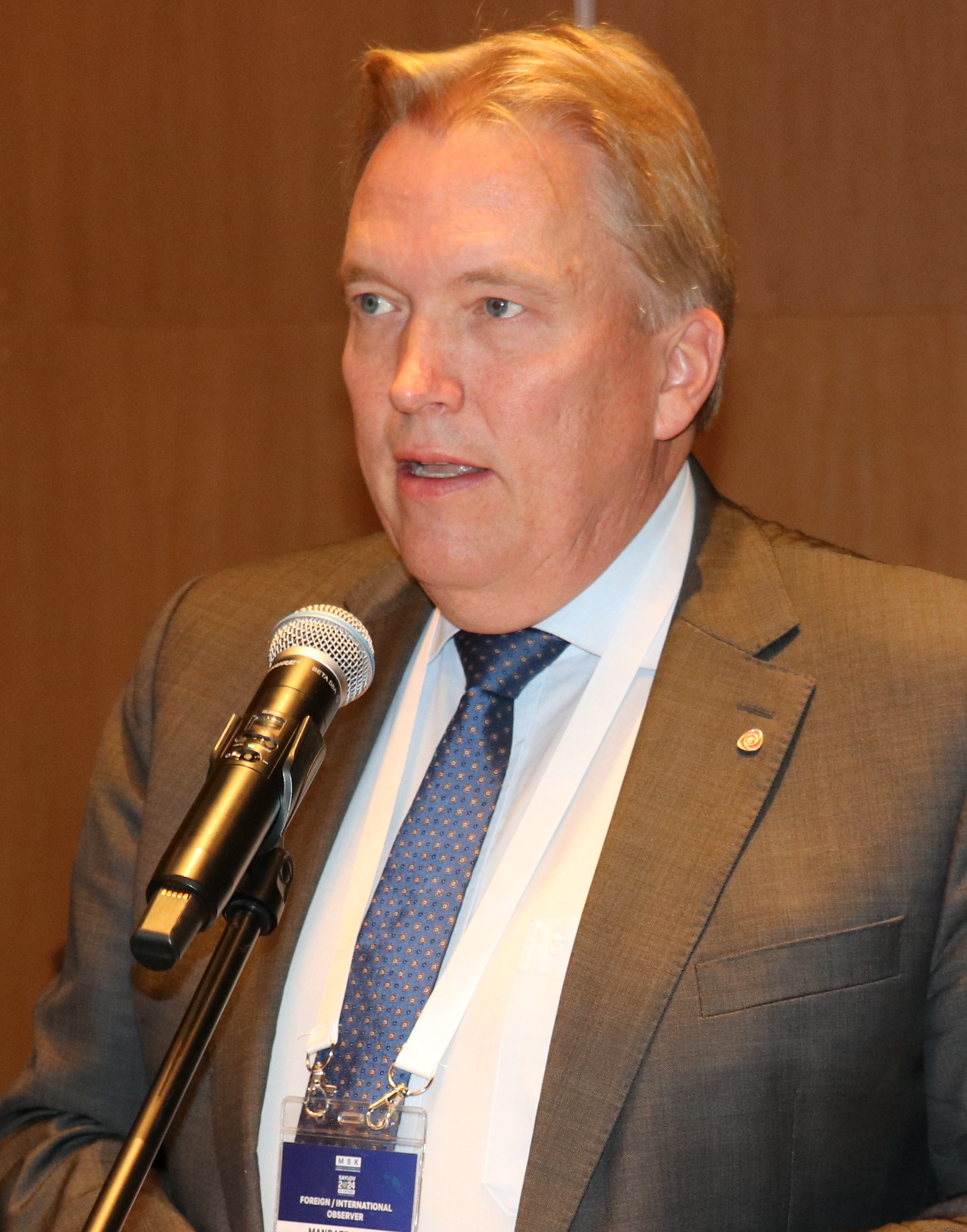
Sverre Myrli, 2024

Sverre Myrli (* 26. August 1971 in Nes) ist ein norwegischer Politiker der sozialdemokratischen Arbeiderpartiet (Ap). Von 1997 bis 2001 sowie erneut seit 2005 ist er Abgeordneter im Storting.

## Leben
Nach dem Abschluss der weiterführenden Schule fungierte er von 1990 bis 1992 als Jugendsekretär der Arbeiterbewegung Arbeiderbevegelsen in der damaligen Provinz Akershus. Danach leistete er seine Wehrpflicht bei der norwegischen Luftwaffe ab und er war unter anderem bei der Hilfsorganisation Norsk Folkehjelp tätig. Myrli stand zwischen 1990 und 1993 der Jugendorganisation Arbeidernes Ungdomsfylking (AUF) in Akershus vor, bis 1994 war er Vorsitzender der Organisation Sosialdemokrater mot EU in Akershus. Die Organisation trat gegen einen Beitritt Norwegens zur Europäischen Union ein. Von 1991 bis 2003 und erneut von 2003 bis 2007 saß er im Kommunalparlament seiner Heimatgemeinde Nes, zwischen 1991 und 1997 war er zudem Abgeordneter im Fylkesting von Akershus. 
In der Zeit von Oktober 1996 bis Oktober 1997 arbeitete Myrli als politischer Berater im Verkehrsministerium. Er zog bei der Parlamentswahl 1997 erstmals in das norwegische Nationalparlament Storting ein. Dort vertrat er den Wahlkreis Akershus und er wurde Mitglied im Verkehrsausschuss. Bei der Wahl 2001 schied er aus dem Storting aus und er studierte von 2002 bis 2005 an der Hochschule Oslo öffentliche Verwaltung. Bei der Stortingswahl 2005 gelang ihm erneut der Einzug ins Parlament und er wurde Mitglied im Arbeits- und Sozialausschuss. Nach der Wahl 2009 ging Myrli in den Außen- und Verteidigungsausschuss über, wo er bis September 2013 verblieb, bevor er im Anschluss an die Wahl 2013 in den Ausschuss für Verkehr, Post und Telekommunikation wechselte. Dort verblieb er auch nach der Parlamentswahl 2017. Nach der Stortingswahl 2021 wurde er am 9. Oktober 2021 zum vierte Vizepräsidenten des Parlaments gewählt und Mitglied im Kontroll- und Verfassungsausschuss. Seine Zeit im Präsidium und im Kontroll- und Verfassungsausschuss endete bereits am 25. November 2021 wieder. Zuvor war seine Parteikollegin Eva Kristin Hansen als Präsidentin zurückgetreten. Da die Arbeiderpartiet mit Masud Gharahkhani einen männlichen Ersatz wählte und in der Präsidentschaft mit einem Mann und einer Frau vertreten sein wollte, wurde seine Parteikollegin Kari Henriksen als Nachfolgerin Myrlis Teil des Präsidiums. Myrli wurde anschließend Mitglied im Wirtschaftsausschuss. Im Februar 2025 wechselte er in den Kommunal- und Verwaltungsausschuss.
Im Jahr 2011 erhielt er einen Masterabschluss im Fach Public Administration an der Copenhagen Business School. Im Jahr 2011 wurde er Vorsitzender der Den norsk-tyske Willy Brandt-stiftelsen, nachdem er sich bereits zuvor in verschiedenen norwegisch-deutschen Organisationen engagiert hatte.

## Positionen
Im Mai 2014 stimmte er als einziger der 169 Storting-Abgeordneten gegen ein Gesetz, das das norwegische Grundgesetz in der Sprachform Nynorsk modernisieren sollte. Im Februar 2007 war er ebenfalls der einzige, der gegen die Abschaffung des Mehrkammersystems im Storting stimmte.